# Fundación Bellona

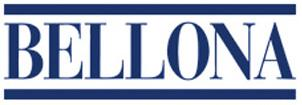
La Fundación Medioambiental Bellona

La Fundación Medioambiental Bellona es una organización fundada el 16 de junio de 1986 en Oslo, Noruega, por Frederic Hauge (actual presidente) y Rune Haaland. Además de su actividad en Noruega mantiene una importante presencia en Rusia, con grupos en Múrmansk y San Petersburgo, que se muestran especialmente activos en vigilar las actividades nucleares rusas. Mantiene también oficinas en Washington D. C. y Bruselas.